# Sud Aviation Caravelle
Sud Aviation SE 210 Caravelle je bilo prvo potniško reaktivno letalo za kratke/srednje proge. Izdelovala ga je francoska letalska firma Sud Aviation. Prvi let je bil izveden leta 1955, takrat se je firma imenovala SNCASE. Caravelle je bil eno izmed najuspešnejših reaktivnih letal prve generacije, prodajal se je v Evropi in tudi v ZDA. 
Leta 1951 je francoski komite Comité du matériel civil podal zahtevo za novo letalo srednjega dosega s 55-65 potniki in hitrostjo okrog 600 km/h. Bilo je okrog 20 predlogov, večinoma reaktivni, nekateri tudi s turbopropelerskimi motorji.
Caravelle je imel na repu nameščena reaktivna motorja, zato je imel sorazmerno gladko in aerodinamično krilo. Ta koncept se je pozneje uporabljal na veliko letalih kot je DC-9, BAC One-Eleven, Tupoljev Tu-134. Se je pa v modernih časih ta način konstrukcije umaknil, z izjemo poslovnih letal, Canadair Regional Jet in Embraer Regional Jet
Letalo poganjata dva Rolls-Royce Avon Mk.527 turboreaktivna motorja, 50,7 kN  potiska vsak.

## Tehnične specifikacije
- Posadka: 3
- Kapaciteta: 80 potnikov
- Tovor 8,4 t
- Dolžina:31,01 m (101,7 ft)
- Razpon kril: 34,3 m (112 ft 6 in)
- Višina: 8,72 m (28.61 ft)
- Površina kril: 146,7 m² (1,579 sq ft)
- Prazna teža: 22,2 t
- Maks. vzletna teža:46 t
- Motorji: 2 × Rolls-Royce Avon Mk.527 turboreaktivni, 50,7 kN (11 400 lbf) potiska vsak

- Maks. hitrost: 805 km/h (500 mph/435 knots)
- Dolet: 1,700 km (920 nmi/1,060 mi)
- Višina leta (servisna):12,000 m (39,370 ft)